# AnsaldoBreda

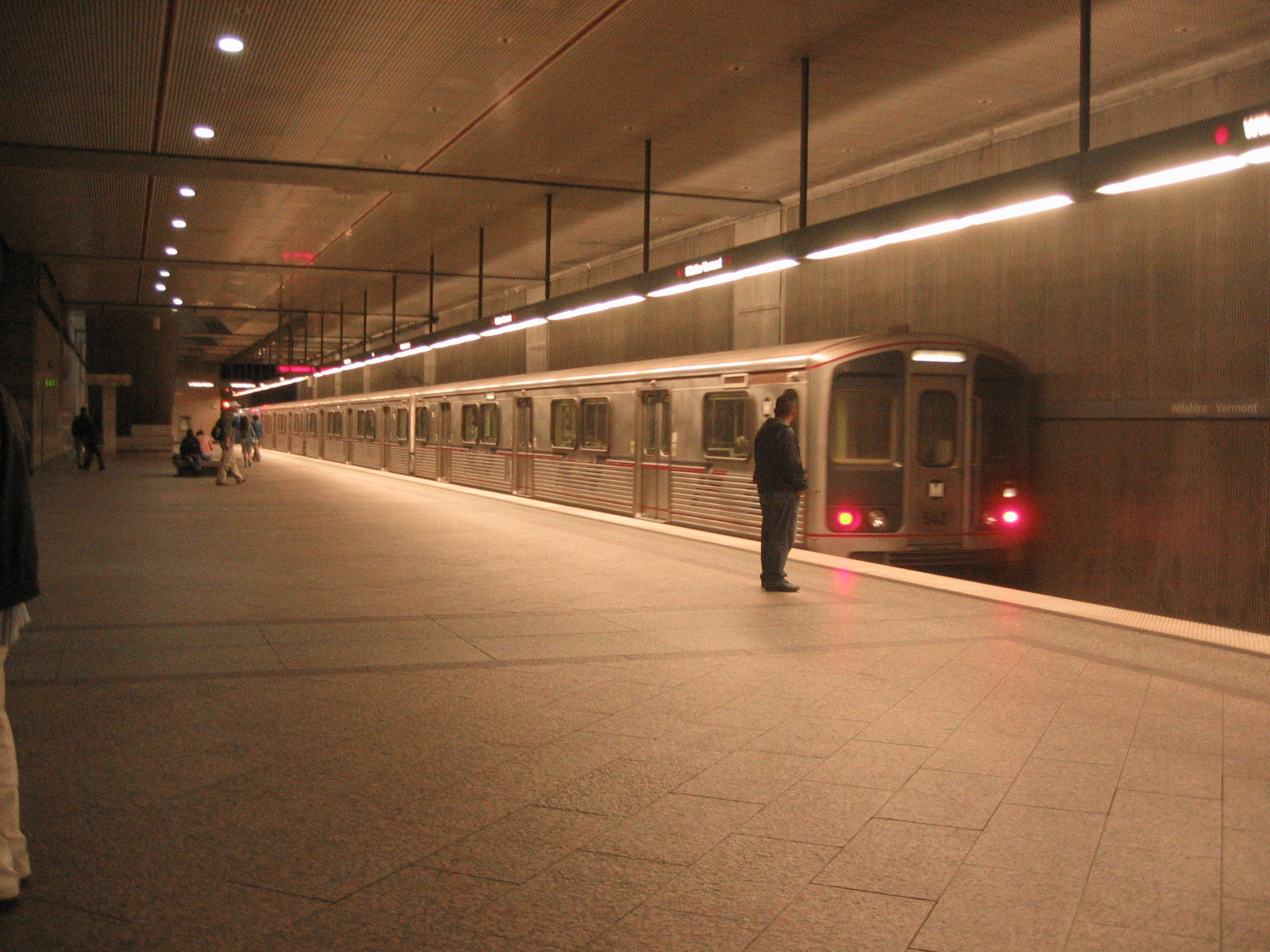
Ansaldobreda Modelo de composição metroviária série "A650", utilizado no Metro de Los Angeles, Linha 4.

AnsaldoBreda S.p.A. é uma empresa mecânica italiana, especializada em equipamentos para ferrovias. A empresa é fruto da fusão "Ansaldo Trasporti" fundada em 1854 na cidade de Gênova, da também italiana "Società Italiana Ernesto Breda" fundada na cidade de Milão em 1886 
Em 2016, a AnsaldoBreda foi vendida para o grupo Hitachi e passou a chamar-se Hitachi Rail Italy.